# Charles Lloyd (poète)
Pour les articles homonymes, voir Charles Lloyd (homonymie).
Charles Lloyd II (12 février 1775 - 16 janvier 1839), poète, est un ami de Charles Lamb, Samuel Taylor Coleridge, Robert Southey, William Wordsworth, Dorothy Wordsworth et Thomas de Quincey. Son poème le plus connu est "Desultory Thoughts in London".

## Jeunesse
Né à Birmingham, Charles Lloyd II est le fils aîné de Charles Lloyd (1748-1828), banquier et philanthrope quaker. Sa sœur Priscilla épouse Christopher Wordsworth (frère du poète) et une autre sœur Anna Braithwaite est prédicateur quaker, effectuant plusieurs tournées en Grande-Bretagne, en Irlande et aux États-Unis . Il fait ses études avec un tuteur privé dans l'idée qu'il travaillerait à la banque de son père, mais la finance l'ennuie. Au lieu de cela, il se tourne vers la poésie, sa première publication paraissant en 1795. Peu de temps après avoir rencontré Samuel Taylor Coleridge et emménagé avec lui, Coleridge accepte de l'instruire en échange de 80 £ par an. "To a Friend" et "To a Young Man of Fortune" de Coleridge sont probablement adressés à Lloyd. Coleridge le présente à Charles Lamb, et les deux fournissent des vers d'introduction et de conclusion à son volume de poésie suivant. Une nouvelle édition de la poésie de Coleridge comprend des poèmes de Lamb et Lloyd et fait référence à l'amitié des auteurs. Peu de temps après, cependant, en novembre 1797, un auteur signant Nehemiah Higginbotham les parodie tous les trois (et peut-être Robert Southey) dans le Monthly Magazine ; cet auteur s'avère être Coleridge lui-même. Une pause suit, mais Lloyd fait toujours référence à Coleridge comme à un ami dans la préface de son roman Edmund Oliver, publié en 1798. Le travail est cependant considéré comme parodique de Coleridge et leur amitié prend fin, provoquant également temporairement une rupture entre Lamb et Coleridge. Cette même année, il publie un volume de vers blancs en collaboration avec Charles Lamb.

## Mariage et enfants
En 1799, Lloyd épouse Sophia Pemberton. Selon De Quincey, ils se sont enfuis par procuration, le poète Robert Southey remplaçant Lloyd. Le mariage semble avoir réussi; ils ont neuf enfants et De Quincey, qui les rencontre en 1807, décrit Sophia "comme une épouse et une mère inégalée par quiconque que j'ai connu dans l'un ou l'autre de ces personnages". Durant ces années, il travaille à la traduction des Métamorphoses d'Ovide.

## Maladies
Vers 1811, Charles Lloyd commence à souffrir d'hallucinations auditives et de « crises d'aberration » qui le conduisent à être confiné dans un asile, d'abord à The Retreat, suivi d'un asile privé à Gretford dans le Lincolnshire . De 1813 à 1815, il traduit dix-neuf tragédies de Vittorio Alfieri en vers blancs  (révisé et augmenté à vingt-deux en 1876 par Edgar Alfred Bowring). En 1818, il s'échappe et se présente au cottage de De Quincey, prétendant être le diable. Peu de temps après, il se rétablit temporairement et rejoint sa femme à Londres. Une vague d'activité littéraire suit avec la publication de Nugae Canorae (1819), Desultory Thoughts in London, Titus and Gisippus, and Other Poems (1821) et Poetical Essays on the Character of Pope (1822). Un petit volume de poèmes en 1823 met fin à cet élan de créativité, et à partir de ce moment-là presque rien n'est connu de lui. Il meurt près de Versailles, en France, en 1839 à l'âge de 63 ans .